# Territórios dos Estados Unidos

Localização das áreas insulares:
Estados Unidos
Territórios incorporados desorganizados
Territórios incorporados organizados
Estatuto da Commonwealth
Território desorganizado não incorporado

Os territórios dos Estados Unidos podem ser divididos em dois: em incorporados (parte integral do país) e não incorporados (possessões dos Estados Unidos).
Com exceção do Atol Palmyra, todos os territórios americanos atuais são não incorporados. Todos os territórios – inclusive os não incorporados – em tese, possuem pouca autonomia em relação ao governo central, e são diretamente governadas pelo governo americano, embora acordos realizados entre tais territórios (todos não incorporados) e o governo americano tenham dado maior autonomia a estes territórios. Os territórios não incorporados são mais comumente chamados dependências.
Os territórios são classificados por incorporação e se possuem um governo "organizado" por meio de um ato orgânico aprovado pelo Congresso. Os territórios dos EUA estão sob a soberania dos EUA e, consequentemente, podem ser tratados como parte dos Estados Unidos propriamente ditos de algumas maneiras e não de outras. Territórios não incorporados, em particular, não são considerados partes integrantes dos Estados Unidos, e a Constituição dos Estados Unidos se aplica apenas parcialmente a esses territórios.
Os habitantes destes territórios, embora possuam cidadania americana, não possuem o direito de votar nas eleições presidenciais americanas. Os habitantes da maioria dos territórios não incorporados podem votar num referendo pela separação do país e tornarem-se independentes. Os habitantes de Porto Rico, por sua vez, também podem votar num referendo a favor de se tornar um Estado.

## Lista atual de territórios/dependências dos Estados Unidos da América
| Dependência                                | ISO | Região          | Capital          |
| ------------------------------------------ | --- | --------------- | ---------------- |
| Baía de Guantánamo                         | -   | Cuba            | -                |
| Guam                                       | GU  | Pacífico        | Hagåtña          |
| Ilhas Virgens Americanas                   | VI  | Caribe          | Charlotte Amalie |
| Marianas Setentrionais                     | MP  | Pacífico        | Saipan           |
| Porto Rico                                 | PR  | Caribe          | San Juan         |
| Samoa Americana                            | AS  | Pacífico        | Pago Pago        |
| Ilhas Menores Distantes dos Estados Unidos | UM  | Pacífico/Caribe | Ilha Wake        |